# Sveti Duh, Beljak
Sveti Duh (nemško Heiligengeist) je naselje Statutarnega mesta Beljak na Koroškem v Avstriji.